# Второе правительство Рамадье
Второе правительство Рамадье́ — кабинет министров, правивший Францией 28 дней с 22 октября по 19 ноября 1947 года, в период Четвёртой французской республики, в следующем составе:
- Поль Рамадье — председатель Совета министров;
- Жорж Бидо — министр иностранных дел;
- Пьер-Анри Тежен — министр национальной обороны;
- Эдуар Депрё — министр внутренних дел;
- Робер Шуман — министр финансов;
- Жюль Мок — министр экономических дел, планирования, общественных работ, транспорта, восстановления и градостроительства;
- Робер Лакост — министр промышленности;
- Андре Мари — министр юстиции;
- Марсель Эдмон Нежелен — министр национального образования;
- Даниель Мейер — министр социальных дел, ветеранов и жертв войны;
- Марсель Роклор — министр сельского хозяйства;
- Поль Кост-Флоре — министр заморских территорий;
- Ивон Дельбос — государственный министр.